# Richebourg (Pas de Calais)
Richebourg és un municipi francès situat al departament del Pas de Calais i a la regió dels Alts de França. L'any 2007 tenia 2.404 habitants.

## Demografia

### Població
El 2007 la població de fet de Richebourg era de 2.404 persones. Hi havia 890 famílies de les quals 172 eren unipersonals (72 homes vivint sols i 100 dones vivint soles), 325 parelles sense fills, 365 parelles amb fills i 28 famílies monoparentals amb fills.
La població ha evolucionat segons el següent gràfic:
Habitants censats

### Habitatges
El 2007 hi havia 970 habitatges, 913 eren l'habitatge principal de la família, 5 eren segones residències i 52 estaven desocupats. 925 eren cases i 40 eren apartaments. Dels 913 habitatges principals, 747 estaven ocupats pels seus propietaris, 153 estaven llogats i ocupats pels llogaters i 14 estaven cedits a títol gratuït; 3 tenien una cambra, 28 en tenien dues, 46 en tenien tres, 169 en tenien quatre i 667 en tenien cinc o més. 805 habitatges disposaven pel capbaix d'una plaça de pàrquing. A 354 habitatges hi havia un automòbil i a 492 n'hi havia dos o més.

### Piràmide de població
La piràmide de població per edats i sexe el 2009 era:
| Homes | Edats   | Dones |
| ----- | ------- | ----- |
| 0     | 95 o +  | 0     |
| 4     | 90 a 94 | 8     |
| 4     | 85 a 89 | 24    |
| 8     | 80 a 84 | 4     |
| 32    | 75 a 79 | 24    |
| 40    | 70 a 74 | 48    |
| 48    | 65 a 69 | 40    |
| 52    | 60 a 64 | 40    |
| 44    | 55 a 59 | 52    |
| 96    | 50 a 54 | 88    |
| 132   | 45 a 49 | 116   |
| 96    | 40 a 44 | 116   |
| 76    | 35 a 39 | 64    |
| 80    | 30 a 34 | 96    |
| 76    | 25 a 29 | 56    |
| 80    | 20 a 24 | 68    |
| 124   | 15 a 19 | 104   |
| 108   | 10 a 14 | 84    |
| 72    | 5 a 9   | 116   |
| 76    | 0 a 4   | 84    |

## Economia
El 2007 la població en edat de treballar era de 1.628 persones, 1.162 eren actives i 466 eren inactives. De les 1.162 persones actives 1.074 estaven ocupades (586 homes i 488 dones) i 88 estaven aturades (51 homes i 37 dones). De les 466 persones inactives 187 estaven jubilades, 158 estaven estudiant i 121 estaven classificades com a «altres inactius».

### Ingressos
El 2009 a Richebourg hi havia 925 unitats fiscals que integraven 2.527,5 persones, la mediana anual d'ingressos fiscals per persona era de 20.560 €.

### Activitats econòmiques
Dels 82 establiments que hi havia el 2007, 1 era d'una empresa de fabricació d'altres productes industrials, 15 d'empreses de construcció, 19 d'empreses de comerç i reparació d'automòbils, 8 d'empreses de transport, 3 d'empreses d'hostatgeria i restauració, 1 d'una empresa d'informació i comunicació, 3 d'empreses financeres, 3 d'empreses immobiliàries, 15 d'empreses de serveis, 8 d'entitats de l'administració pública i 6 d'empreses classificades com a «altres activitats de serveis».
Dels 19 establiments de servei als particulars que hi havia el 2009, 1 era una oficina de correu, 1 taller de reparació d'automòbils i de material agrícola, 1 autoescola, 2 paletes, 4 fusteries, 4 lampisteries, 2 electricistes, 3 perruqueries i 1 restaurant.
Dels 5 establiments comercials que hi havia el 2009, 1 era una botiga de més de 120 m², 1 una fleca, 1 una sabateria, 1 una botiga d'electrodomèstics i 1 una botiga de material de revestiment de parets i terra.
L'any 2000 a Richebourg hi havia 43 explotacions agrícoles que ocupaven un total de 1.596 hectàrees.

## Equipaments sanitaris i escolars
L'únic equipament sanitari que hi havia el 2009 era una farmàcia.
El 2009 hi havia 2 escoles elementals.

## Poblacions més properes
El següent diagrama mostra les poblacions més properes.